# Спирс, Дорис Хьюстис
Дорис Хьюстис Спирс (7 октября 1894 — 24 октября 1989) — канадская орнитолог, художница-самоучка и поэтесса. В её честь названа ежегодная премия, вручаемая Обществом канадских орнитологов. Покровительница искусств и первый гражданин Канады, купившая картину Джорджии О’Кифф.

## Биография
Родилась в Торонто. В 17 лет совершила путешествие по картинным галереям Европы вместе со своим учителем музыки. Дважды состояла в браке.

## Награды и премии
Была членом Американской академии искусств и литературы.